# Atalanta Bergamasca Calcio 1984-1985
Questa voce raccoglie le informazioni riguardanti l'Atalanta Bergamasca Calcio nelle competizioni ufficiali della stagione 1984-1985.

## Stagione
Il campionato, che vede il ritorno in Serie A dei bergamaschi dopo un'assenza di cinque stagioni, si svolge con la squadra che ottiene la salvezza complice il gran numero di pareggi ottenuti (18). Della stagione restano negli annali sia il record di abbonati (17 740) che il record di spettatori in una partita (oltre 43 000 per la gara contro l'Inter).

Carlo Osti, di ritorno a Bergamo dopo cinque anni, in marcatura sullo juventino Rossi nella trasferta del 23 settembre 1984.

Il cammino in Coppa Italia si interrompe nella prima fase a gironi, a causa dei pareggi con Sambenedettese, Taranto, Juventus e Palermo, rendendo inutile la vittoria sul Cagliari.
La squadra partecipa anche alla Coppa Mitropa, dove affronta nel girone iniziale i cecoslovacchi del Baník Ostrava (due pareggi), gli jugoslavi dell'Iskra Bugojno (una vittoria e una sconfitta) e gli ungheresi del Spartakus Békéscsaba (una vittoria e un pareggio), venendo però eliminata dalla competizione al primo turno.

## Organigramma societario
Area direttiva
- Presidente: Cesare Bortolotti
- Vice presidente: Enzo Sensi
- Amministratore delegato: Franco Morotti
- Segretario gen.: Giacomo Randazzo
- Accompagnatore uff.: Luciano Passirani

Area tecnica
- Direttore sportivo: Franco Landri
- Allenatore: Nedo Sonetti
- Vice allenatore: Zaccaria Cometti
- Preparatore atletico: Feliciano Di Blasi

Area sanitaria
- Resp. medico: Danilo Tagliabue
- Staff medico: Attilio Riva
- Massaggiatori: Renzo Cividini

## Rosa

Il neoacquisto Glenn Strömberg, futura bandiera orobica.

| N. |                   | Ruolo | Calciatore                |
| -- | ----------------- | ----- | ------------------------- |
|    | Italia (bandiera) | P     | Mirko Benevelli           |
|    | Italia (bandiera) | P     | Paolo Bordoni             |
|    | Italia (bandiera) | P     | Giulio Drago              |
|    | Italia (bandiera) | P     | Nello Malizia             |
|    | Italia (bandiera) | P     | Ottorino Piotti           |
|    | Italia (bandiera) | D     | Maurizio Codogno          |
|    | Italia (bandiera) | D     | Carmine Gentile           |
|    | Italia (bandiera) | D     | Giorgio Magnocavallo      |
|    | Italia (bandiera) | D     | Carlo Osti                |
|    | Italia (bandiera) | D     | Eugenio Perico (capitano) |
|    | Italia (bandiera) | D     | Gianpaolo Rossi           |
|    | Italia (bandiera) | D     | Roberto Soldà             |

| N. |                   | Ruolo | Calciatore            |
| -- | ----------------- | ----- | --------------------- |
|    | Italia (bandiera) | C     | Andrea Agostinelli    |
|    | Italia (bandiera) | C     | Diego Bortoluzzi      |
|    | Italia (bandiera) | C     | Roberto Donadoni      |
|    | Italia (bandiera) | C     | Marino Magrin         |
|    | Italia (bandiera) | C     | Domenico Moro         |
|    | Svezia (bandiera) | C     | Glenn Peter Strömberg |
|    | Italia (bandiera) | A     | Sauro Fattori         |
|    | Svezia (bandiera) | A     | Lars Larsson          |
|    | Italia (bandiera) | A     | Marco Pacione         |
|    | Italia (bandiera) | A     | Enrico Vella          |
|    | Italia (bandiera) | D     | Osvaldo Prete         |

## Risultati

### Serie A

#### Girone di andata
| Arbitro: | Longhi (Roma) |

|          |           |           |
| Osti 48’ | Marcatori | 8’ Muraro |

| Arbitro: | Pezzella (Frattamaggiore) |

|                                                               |           |                   |
| Boniek 1’ Platini 58’, 79’ Magnocavallo 66’ (aut.) Scirea 74’ | Marcatori | 71’ (rig.) Magrin |

| Bergamo 30 settembre 1984 3ª giornata | Atalanta      | 0 – 0 | Roma | Stadio Comunale\| Arbitro: \| Redini (Pisa) \| |
| Arbitro:                              | Redini (Pisa) |       |      |                                                |

| Arbitro: | Lanese (Messina) |

|                                                                 |           |  |
| Iachini 14’ Monelli 56’ Sócrates 62’ Passarella 70’, 81’ (rig.) | Marcatori |  |

| Arbitro: | Leni (Perugia) |

|                  |           |  |
| Magnocavallo 14’ | Marcatori |  |

| Ascoli Piceno 21 ottobre 1984 6ª giornata | Ascoli                     | 0 – 0 | Atalanta | Stadio Cino e Lillo Del Duca\| Arbitro: \| Esposito (Torre del Greco) \| |
| Arbitro:                                  | Esposito (Torre del Greco) |       |          |                                                                          |

| Arbitro: | Lanese (Messina) |

|           |           |  |
| Soldà 32’ | Marcatori |  |

| Arbitro: | Ciulli (Roma) |

|                     |           |  |
| Rossi 52’ Mauro 57’ | Marcatori |  |

| Arbitro: | Mattei (Macerata) |

|             |           |  |
| Pacione 85’ | Marcatori |  |

| Arbitro: | Lo Bello (Siracusa) |

|                              |           |                                            |
| Vella 11’, 46’ Strömberg 63’ | Marcatori | 70’ Faccini 76’ (rig.) Colomba 83’ Colombo |

| Como 2 dicembre 1984 11ª giornata | Como                  | 0 – 0 | Atalanta | Stadio Giuseppe Sinigaglia\| Arbitro: \| Ballerini (La Spezia) \| |
| Arbitro:                          | Ballerini (La Spezia) |       |          |                                                                   |

| Arbitro: | Redini (Pisa) |

|                           |           |                           |
| Battistini 16’ Virdis 32’ | Marcatori | 67’ Strömberg 87’ Gentile |

| Bergamo 23 dicembre 1984 13ª giornata | Atalanta         | 0 – 0 | Torino | Stadio Comunale\| Arbitro: \| Lanese (Messina) \| |
| Arbitro:                              | Lanese (Messina) |       |        |                                                   |

| Arbitro: | Paparesta (Bari) |

|           |           |             |
| Bruni 35’ | Marcatori | 85’ Pacione |

| Bergamo 13 gennaio 1985 15ª giornata | Atalanta            | 0 – 0 | Sampdoria | Stadio Comunale\| Arbitro: \| Lamorgese (Potenza) \| |
| Arbitro:                             | Lamorgese (Potenza) |       |           |                                                      |

#### Girone di ritorno
| Arbitro: | Agnolin (Bassano del Grappa) |

|            |           |  |
| Sabato 44’ | Marcatori |  |

| Arbitro: | Casarin (Milano) |

|            |           |              |
| Magrin 14’ | Marcatori | 40’ Briaschi |

| Arbitro: | Pairetto (Torino) |

|            |           |             |
| Cerezo 86’ | Marcatori | 27’ Pacione |

| Arbitro: | Ballerini (La Spezia) |

|                       |           |                          |
| Magrin 8’ Pacione 72’ | Marcatori | 20’ Sócrates 59’ Monelli |

| Cremona 24 febbraio 1985 20ª giornata | Cremonese        | 0 – 0 | Atalanta | Stadio Giovanni Zini\| Arbitro: \| Paparesta (Bari) \| |
| Arbitro:                              | Paparesta (Bari) |       |          |                                                        |

| Bergamo 3 marzo 1985 21ª giornata | Atalanta      | 0 – 0 | Ascoli | Stadio Comunale\| Arbitro: \| Redini (Pisa) \| |
| Arbitro:                          | Redini (Pisa) |       |        |                                                |

| Arbitro: | Bianciardi (Siena) |

|             |           |  |
| Bertoni 21’ | Marcatori |  |

| Arbitro: | Lmbardo (Marsala) |

|  |           |            |
|  | Marcatori | 90’ Edinho |

| Arbitro: | Paparesta (Bari) |

|           |           |           |
| Fonte 45’ | Marcatori | 2’ Magrin |

| Arbitro: | Lanese (Messina) |

|                    |           |                  |
| Colomba 18’ (rig.) | Marcatori | 23’ Magnocavallo |

| Arbitro: | Agnolin (Bassano del Grappa) |

|             |           |  |
| Pacione 11’ | Marcatori |  |

| Arbitro: | Pieri (Genova) |

|            |           |  |
| Magrin 83’ | Marcatori |  |

| Torino 5 maggio 1985 28ª giornata | Torino       | 0 – 0 | Atalanta | Stadio Comunale\| Arbitro: \| Baldi (Roma) \| |
| Arbitro:                          | Baldi (Roma) |       |          |                                               |

| Arbitro: | Boschi (Parma) |

|            |           |            |
| Perico 43’ | Marcatori | 51’ Larsen |

| Arbitro: | Lamorgese (Potenza) |

|                                     |           |  |
| Francis 11’ Salsano 19’ Mancini 53’ | Marcatori |  |

### Coppa Italia

#### Girone 7
| Arbitro: | Tubertini (Bologna) |

|                  |           |                                |
| Formoso 67’, 81’ | Marcatori | 10’ Strömberg 78’ (rig.) Soldà |

| San Benedetto del Tronto 26 agosto 1984 2ª giornata | Sambenedettese   | 0 – 0 | Atalanta | Stadio Fratelli Ballarin\| Arbitro: \| Lanese (Messina) \| |
| Arbitro:                                            | Lanese (Messina) |       |          |                                                            |

| Arbitro: | Boschi (Parma) |

|              |           |  |
| Donadoni 81’ | Marcatori |  |

| Arbitro: | Paparesta (Roma) |

|                        |           |                         |
| Perico 28’ Gentile 38’ | Marcatori | 26’ Boniek 78’ Briaschi |

| Arbitro: | Bergamo (Livorno) |

|             |           |                   |
| Pircher 67’ | Marcatori | 89’ (rig.) Magrin |

### Coppa Mitropa
| Bergamo 24 ottobre 1984 1ª giornata | Atalanta | 0 – 0 | Baník Ostrava OKD | Stadio Comunale\| Arbitro: \| Hartman \| |
| Arbitro:                            | Hartman  |       |                   |                                          |

| Arbitro: | Hora |

|                          |           |  |
| Omerhodzić 59’ Zjajo 80’ | Marcatori |  |

| Arbitro: | Holzmann |

|            |           |                         |
| Takács 80’ | Marcatori | 34’ Fattori 89’ Pacione |

| Ostrava 27 marzo 1985 4ª giornata | Baník Ostrava OKD | 0 – 0 | Atalanta | Stadio Bazaly\| Arbitro: \| Kohl \| |
| Arbitro:                          | Kohl              |       |          |                                     |

| Arbitro: | Jaczina |

|             |           |  |
| Larsson 42’ | Marcatori |  |

| Arbitro: | Matovinović |

|                             |           |                        |
| Magrin 42’ (rig.) Vella 81’ | Marcatori | 54’ Fecsku 61’ Adorján |

## Statistiche

### Statistiche di squadra
| Competizione  | Punti | In casa | In casa | In casa | In casa | In casa | In casa | In trasferta | In trasferta | In trasferta | In trasferta | In trasferta | In trasferta | Totale | Totale | Totale | Totale | Totale | Totale | DR  |
| Competizione  | Punti | G       | V       | N       | P       | Gf      | Gs      | G            | V            | N            | P            | Gf           | Gs           | G      | V      | N      | P      | Gf     | Gs     | DR  |
| ------------- | ----- | ------- | ------- | ------- | ------- | ------- | ------- | ------------ | ------------ | ------------ | ------------ | ------------ | ------------ | ------ | ------ | ------ | ------ | ------ | ------ | --- |
| Serie A       | 28    | 15      | 5       | 9       | 1       | 13      | 9       | 15           | 0            | 9            | 6            | 7            | 23           | 30     | 5      | 18     | 7      | 20     | 32     | -12 |
| Coppa Italia  |       | 2       | 1       | 1       | 0       | 3       | 2       | 3            | 0            | 3            | 0            | 3            | 3            | 5      | 1      | 4      | 0      | 6      | 5      | +1  |
| Coppa Mitropa |       | 3       | 1       | 2       | 0       | 3       | 2       | 3            | 1            | 1            | 1            | 2            | 3            | 6      | 2      | 3      | 1      | 5      | 5      | 0   |
| Totale        | 28    | 20      | 7       | 12      | 1       | 19      | 13      | 21           | 1            | 13           | 7            | 12           | 29           | 41     | 8      | 25     | 8      | 31     | 42     | -11 |

### Statistiche dei giocatori
| Giocatore       | Serie A  | Serie A | Serie A     | Serie A    | Coppa Italia | Coppa Italia | Coppa Italia | Coppa Italia | Coppa Mitropa | Coppa Mitropa | Coppa Mitropa | Coppa Mitropa | Totale   | Totale | Totale      | Totale     |
| Giocatore       | Presenze | Reti    | Ammonizioni | Espulsioni | Presenze     | Reti         | Ammonizioni  | Espulsioni   | Presenze      | Reti          | Ammonizioni   | Espulsioni    | Presenze | Reti   | Ammonizioni | Espulsioni |
| --------------- | -------- | ------- | ----------- | ---------- | ------------ | ------------ | ------------ | ------------ | ------------- | ------------- | ------------- | ------------- | -------- | ------ | ----------- | ---------- |
| A. Agostinelli  | 30       | 0       | ?           | ?          | 5            | 0            | ?            | ?            | 4             | 0             | ?             | ?             | 39       | 0      | ?           | ?          |
| M. Benevelli    | 6        | 0       | ?           | ?          | 1            | 0            | ?            | ?            | 0             | 0             | 0             | 0             | 7        | 0      | 0+          | 0+         |
| P. Bordoni      | 0        | 0       | 0           | 0          | 0            | 0            | 0            | 0            | 0             | 0             | 0             | 0             | 0        | 0      | 0           | 0          |
| D. Bortoluzzi   | 3        | 0       | ?           | ?          | 0            | 0            | 0            | 0            | 5             | 0             | ?             | ?             | 8        | 0      | 0+          | 0+         |
| M. Codogno      | 9        | 0       | ?           | ?          | 0            | 0            | 0            | 0            | 4             | 0             | ?             | ?             | 13       | 0      | 0+          | 0+         |
| G. Consonni     | 0        | 0       | 0           | 0          | 0            | 0            | 0            | 0            | 1             | 0             | ?             | ?             | 1        | 0      | 0+          | 0+         |
| C. Cortesi      | 0        | 0       | 0           | 0          | 0            | 0            | 0            | 0            | 1             | 0             | ?             | ?             | 1        | 0      | 0+          | 0+         |
| R. Donadoni     | 22       | 0       | ?           | ?          | 5            | 1            | ?            | ?            | 5             | 0             | ?             | ?             | 32       | 1      | ?           | ?          |
| G. Drago        | 0        | 0       | 0           | 0          | 4            | 0            | ?            | ?            | 0             | 0             | 0             | 0             | 4        | 0      | 0+          | 0+         |
| S. Fattori      | 13       | 0       | ?           | ?          | 5            | 0            | ?            | ?            | 6             | 1             | ?             | ?             | 24       | 1      | ?           | ?          |
| C. Gentile      | 30       | 1       | ?           | ?          | 5            | 1            | ?            | ?            | 1             | 0             | ?             | ?             | 36       | 2      | ?           | ?          |
| L. Larsson      | 4        | 0       | ?           | ?          | 2            | 0            | ?            | ?            | 5             | 1             | ?             | ?             | 11       | 1      | ?           | ?          |
| G. Magnocavallo | 28       | 2       | ?           | ?          | 5            | 0            | ?            | ?            | 3             | 0             | ?             | ?             | 36       | 2      | ?           | ?          |
| M. Magrin       | 29       | 5       | ?           | ?          | 5            | 1            | ?            | ?            | 5             | 1             | ?             | ?             | 39       | 7      | ?           | ?          |
| N. Malizia      | 1        | 0       | ?           | ?          | 0            | 0            | 0            | 0            | 1             | 0             | ?             | ?             | 2        | 0      | 0+          | 0+         |
| D. Moro         | 0        | 0       | 0           | 0          | 0            | 0            | 0            | 0            | 1             | 0             | ?             | ?             | 1        | 0      | 0+          | 0+         |
| C. Osti         | 29       | 1       | ?           | ?          | 5            | 0            | ?            | ?            | 4             | 0             | ?             | ?             | 38       | 1      | ?           | ?          |
| M. Pacione      | 29       | 5       | ?           | ?          | 5            | 0            | ?            | ?            | 3             | 1             | ?             | ?             | 37       | 6      | ?           | ?          |
| E. Perico       | 27       | 1       | ?           | ?          | 5            | 1            | ?            | ?            | 3             | 0             | ?             | ?             | 35       | 2      | ?           | ?          |
| O. Piotti       | 23       | 0       | ?           | ?          | 0            | 0            | 0            | 0            | 3             | 0             | ?             | ?             | 26       | 0      | 0+          | 0+         |
| G. Rossi        | 20       | 0       | ?           | ?          | 3            | 0            | ?            | ?            | 6             | 0             | ?             | ?             | 29       | 0      | ?           | ?          |
| R. Soldà        | 19       | 1       | ?           | ?          | 5            | 1            | ?            | ?            | 3             | 0             | ?             | ?             | 27       | 2      | ?           | ?          |
| G. Strömberg    | 27       | 2       | ?           | ?          | 1            | 1            | ?            | ?            | 4             | 0             | ?             | ?             | 32       | 3      | ?           | ?          |
| E. Vella        | 29       | 2       | ?           | ?          | 5            | 0            | ?            | ?            | 6             | 1             | ?             | ?             | 40       | 3      | ?           | ?          |